# Igraine
Igraine eller Ygerna var enligt den keltiska mytologin hustru till hertig Gorlois i Tintagel. Tillsammans hade de dottern Morgaine (mer känd som Morgan le Fay).
När britternas kung, Uther Pendragon, blev förälskad i Igraine lät han belägra borgen Terrabil, men misslyckades med att ta sig innanför murarna. Efter en lång belägring lät trollkarlen Merlin besvärja Uther så att han fick Gorlois utseende. Han kunde på så sätt ta sig in i borgen och lägra Igraine. Samma natt blev Gorlois dödad i ett slag. Priset för besvärjelsen var att Merlin skulle få ta hand om barnet som blev resultatet av föreningen mellan Uther och Igraine. Det barnet blev senare kung Arthur.